# Unrecord
《Unrecord》是由DRAMA製作中的一款單人第一人稱战术射擊遊戲。玩家在遊戲中将扮演一位战术警官，通過遊玩解決一個個疑難案件，遊戲以警用密錄器的視角呈現，并凭借虚幻5引擎逼真的画面呈现效果受到了媒体的广泛关注。本作的開發者Alexandre Spindler最早在2022年透露他正在開發一款使用警用密錄器呈現的射擊遊戲，之後他組建開發團隊DRAMA進行本作的開發，並在2023年首次公開遊戲影片，但沒有披露上市時程。该工作室还表示，游戏预计不会在2023年内发布。

## 遊戲玩法
根據遊戲的新聞資料，Unrecord是一款有關「戰術和敘事」的單人第一人稱射擊遊戲，玩家將扮演一名戰術警員，主要通過警員身上的警用密錄器的視角呈現，根據遊戲的Steam頁面描述，遊戲的故事將堪比「偵探小說或驚悚小說」，玩家會調查幾宗刑事案件，並通過對話系統與各種角色互動。
雖然現實主義是Unrecord的遊戲風格，但DRAMA表示他們並不打算把Unrecord做成一款模擬遊戲。
儘管警用密錄器的視角被認為是遊戲體驗的關鍵，但開發人員已經注意到有關3D暈的問題，將增加輔助功能選項和可調節的密錄器設定來改善。

## 開發
該遊戲目前由DRAMA開發，DRAMA是一家獨立的遊戲工作室，由法國音樂家Théo Hiribarne和業餘虛幻引擎開發人員Alexandre Spindler建立。 Michele Evangelista後來加入團隊，擔任關卡設計師和環境美術師。本作遊戲將是該工作室製作的第一款遊戲。
2022年10月12日，Unrecord的第一個片段在推特上由開發者Alexandre Spindler發布，介紹了他正在開發的一款當時尚未命名的“隨身攝影機風格遊戲”。片段中展示了一位使用M9手槍的警員在廢棄的樓房中與敵人交火，儘管當時遊戲還沒有正式名稱，但片段裡逼真的畫質效果已在網路上引起了轟動，截至2023年4月，這段45秒的遊戲影片在網路上瘋傳，觀看量達到980萬人次，並在玩家中獲得了褒貶不一的評價。影片的病毒式也成功促使DRAMA加快了遊戲的開發進程，並提早宣佈遊戲。

### 第一個預告片
2023年4月20日，Unrecord的第一個早期遊玩預告片發佈，預告片顯示玩家慢慢進入一座破舊的建築物，然後與幾名面部已像素化的身份不明的槍手發生槍戰。在穿過一個倉庫上樓後，玩家遇到了一個投降的人，在預告片的最後二人的對話被一場大爆炸所打斷。預告片展示了遊戲的多項特性，包括由虛幻5虛幻引擎極其逼真的畫質，獨特的自由瞄准系統，以及可供玩家選擇的對話選項。預告片在網路上再次引起了轟動，並在推特上獲得了將近2000萬人次觀看與20萬人次點讚。首個預告片上線的同時，Unrecord的Steam商店頁面和DARMA的官網上線。

### 遊戲特性
在商店頁面中介紹了遊戲的更多特性，包括一命通關的關卡設定，鼓勵玩家探索屬於自己的戰術風格；影響遊戲體驗的對話選項和充滿戲劇性與轉折的劇情。在DRAMA的官網上，該遊戲被描述為類似於《救火者》和《嚴陣以待》的結合體，也表示該遊戲不是一款VR遊戲，同時提到遊戲應不會在2023年內發售。在4月20日發佈的推文中，DRAMA表示Unrecord僅針對PC進行開發，但仍對登陸主機平台的可能性持開放態度。在宣佈後的一周內，DRAMA宣佈Unrecord儘管在沒有正式的發佈日期的前提下已被超過六十萬名Steam用戶列入了願望清單。
在解釋工作室如何實現逼真的場景時，Evangelista解釋說環境不是掃描的，而是通過使用Megascans、虛幻引擎商城上的材質和開發人員自己製作的定制材質創建的。

## 對遊戲預告片的反應
Unrecord的第一個官方預告片以其逼真的圖形和演示獲得了媒體的廣泛關注。Polygon的Michael McWhertor將其描述為“真實得令人不安”，PC Gamer的Tyler Wilde認為遊戲的畫質“非常逼真”，GameRant的Christopher Castellaw表示預告片“與真實的攝影機鏡頭幾乎沒有區別” 。
逼真的畫質引發了不少質疑Unrecord的遊戲預告片只是以現實中隨身攝影機的影像，不然就是靠預渲染的技術演示來偽造的。 Crytivo創始人Alex Koshelkov稱預告片“非常、非常假”，並指責開發人員只是將材質疊加在真實影片上。作為回應，Spindler在虛幻引擎用戶界面中發佈了一段顯示遊戲環境的影片，以證明該遊戲是一款可以自由移動的第一人稱射擊遊戲，而不是任何互動式電影或軌道射擊等形式的遊戲。 IGN還通過在虛幻引擎5商城中下載了與Unrecord影片中出現的一樣的材質來證明瞭遊戲預告片的真實性。
遊戲如此逼真的畫質也受到批評，因為它與現實生活中警察槍擊的警用密錄器的影片極為相似，在美國受到的批評更為嚴厲。 Twitch主播Trainwreckstv評論說，預告片讓他感到“不舒服”，就好像在觀看真實洩露的軍事或警察行動的影片一樣，並補充說遊戲的逼真畫質可能使“電子遊戲使年輕人走向暴力”的政治觀點顯得更加合理。衛報的Keza McDonald注意到，由於遊戲以現實世界的警察暴力為背景，所以還是難免會有玩家對遊戲作出自己的闡釋。
針對Unrecord是否有親警察或反警察的傾向，DRAMA在Steam上發表聲明稱：“作為其受眾面向全球的法國工作室，該遊戲不涉及任何外交政策，也不受任何現實生活中的事件啓發。” 該工作室進一步補充說，Unrecord將避免“歧視、種族主義、對婦女和少數民族的暴力等不受歡迎的話題”，並且“不會對犯罪行為和警察暴力作出偏見或摩尼教式的看法”。